# Kirche Podelwitz

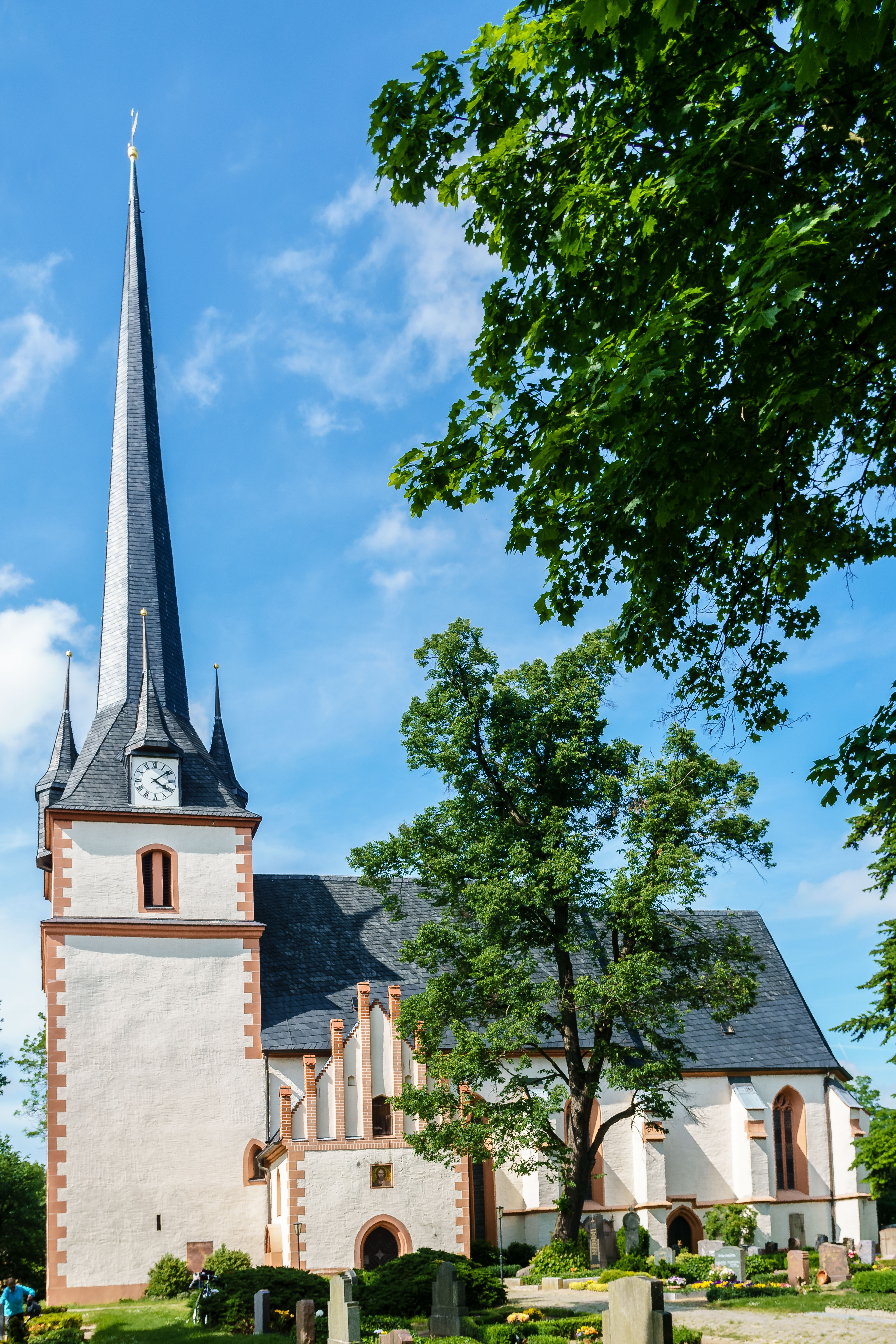
Kirche zu Podelwitz (2017)

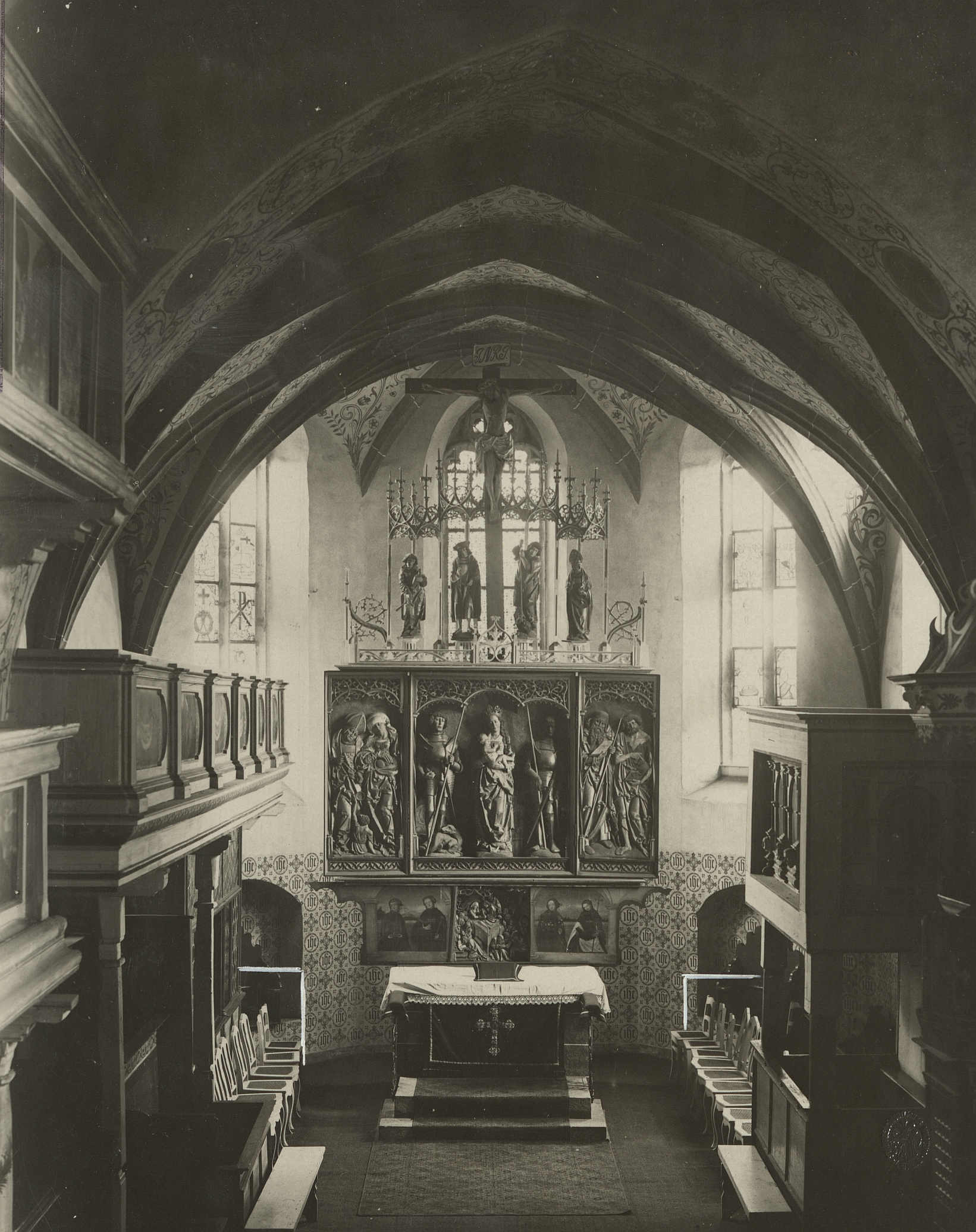
Altar von Steffan Hermsdorf in der Kirche Podelwitz, Fotografie um 1920

Die Kirche zu Podelwitz ist das evangelisch-lutherische Kirchengebäude im Ortsteil Podelwitz der Gemeinde Rackwitz im Landkreis Nordsachsen in Sachsen. Sie ist eine der am reichsten ausgestatteten Dorfkirchen im Raum Leipzig. Das Gotteshaus gehört zu den wenigen Bauwerken seiner Art, die nahezu unverändert – weil von Beschädigung und Zerstörung verschont geblieben – die Jahrhunderte überdauert haben.

## Geschichte und Bauwerk
Die älteste urkundliche Erwähnung der Kirche findet sich in einer Schenkungsurkunde: Markgraf Heinrich III. von Meißen schenkte die Kirche dem Deutschen Orden am 24. Dezember 1250. In diesen Zeitraum lässt sich auch der Bau der Kirche datieren. Das Bauwerk hat Stilelemente aus Romanik, Gotik und Historismus.
Einst war die verhältnismäßig große Dorfkirche als Zentrum eines Siedlungsgebiets entstanden. Sie steht an der Grenze zwischen den Orten Podelwitz und Rackwitz (ehemals Güntheritz): Zwischen beiden Orten verlief ab dem Jahr 1815 die sächsisch-preußische Grenze; zeitweise gehörten dreizehn Dörfer zu ihr.
Die ursprünglich romanische Saalkirche wurde im spätgotischen Stil umgebaut. Die jetzige, charakteristische Turmspitze des mehr als 40 Meter hohen Turms entstand vermutlich zu Anfang des 17. Jahrhunderts. Die Sanierung im Jahr 1909 verantwortete Julius Zeißig. Kirchturm und Kirchenschiff sind mit Thüringer Schiefer gedeckt.
Der Baukörper ist ein Putzbau mit leicht eingezogenem, dreiseitig geschlossenem Chor, Strebepfeilern, Maßwerkfenstern, zwei Spitzbogenportalen, querrechteckigem Westturm mit Pyramidendach und vier Erkern, einer Vorhalle mit Rest eines gotischen Backsteingiebels und Sterngewölbe. Die Turmhalle hat ein Kreuzgratgewölbe, der Saal des Kirchenschiffs ein Netzgewölbe, dreiseitige Empore, Kanzel, Taufstein und Kruzifix.
Den Kirchen-Innenraum prägen Netzgewölbe und Maßwerkfenster. Zur reichhaltigen Ausstattung zählen der dreifach wandelbare Altar von Steffan Hermsdorf, doppelte Emporen mit gemalter Bilderbibel sowie die Mende-Orgel. Es gibt Grabmale (Epitaphe) für M. Jakobus Bedelius (1582), Hans von Maschwitz und Katharina von Eheleben (1606), Johann Siegmund von Carlowitz (1732) und Pfarrer Zeithopf (1690). Im Kirchturm sind drei historische Bronze-Kirchenglocken aus dem 13. und dem 17. Jahrhundert zuhause.

## Ausstattung

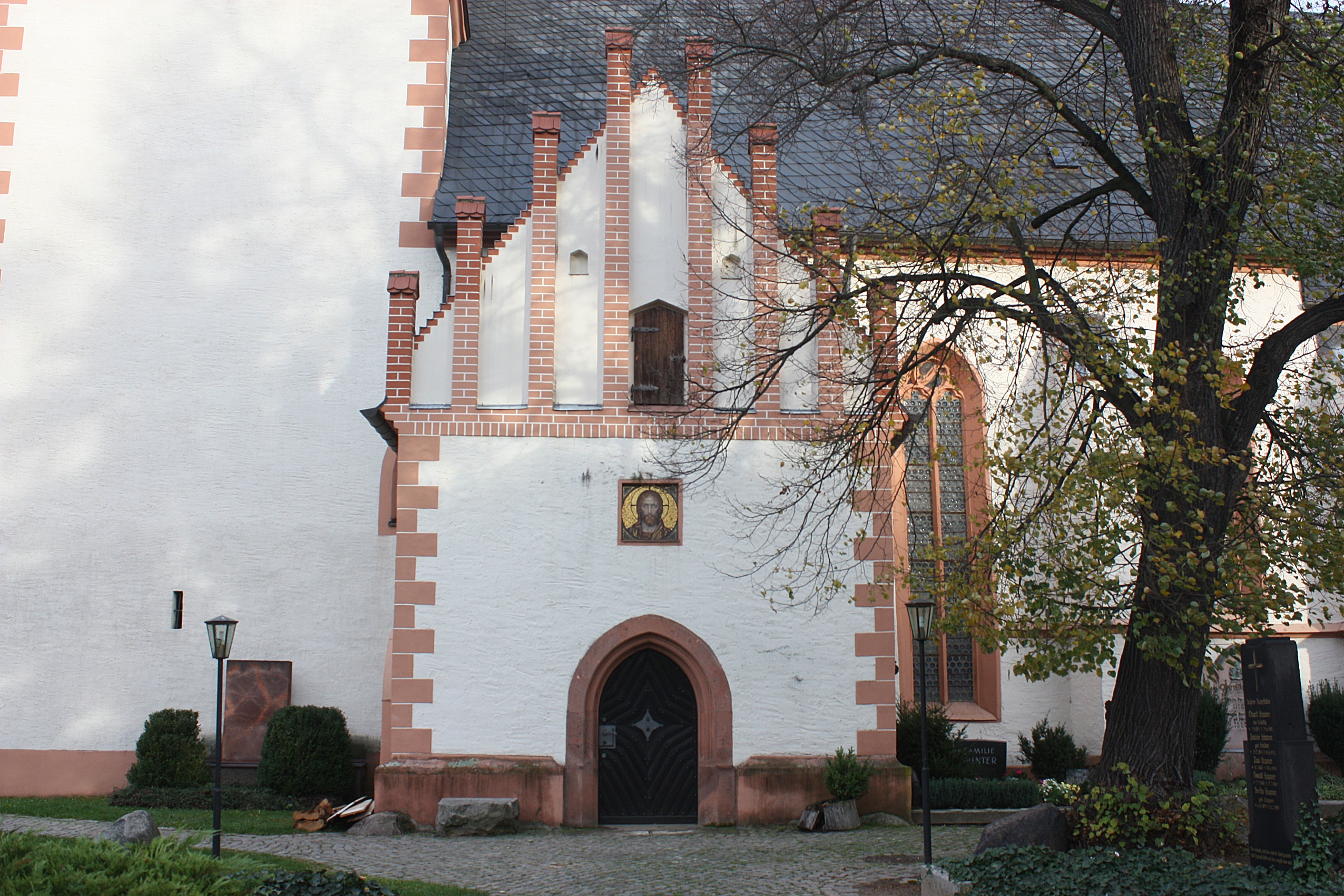
Kirchenportal mit Christus-Mosaik

Die Besonderheit des Gotteshauses ist der dreifach wandelbare Flügelaltar aus dem Jahre 1520. Die Werktags- und Sonntags-Seite des Altars zeigen im Mittelschrein jeweils vier Tafelmalereien.
Die Festtags-Ansicht besteht aus geschnitzten und vergoldeten Dreiviertelplastiken: Maria mit dem Kind im Zentrum und umgeben von sechs Heiligenfiguren. In der geöffneten Predella ist die geschnitzte Darstellung des Sterbens der Maria zu sehen, daneben vier vergoldete Heiligenfiguren.
Den dreifach wandelbaren Flügelaltar schuf im Jahre 1520 Leipzigs Bildhauer Stephan Hermsdorf, er gilt als einer seiner letzten Altäre. 2001/2002 wurde der Altar restauriert.
Die Kanzel mit reich verziertem Kanzeldeckel, ausgestattet mit Ornamenten und gemalten Darstellungen der vier Evangelisten, von Paulus und Christus am Kanzelkorb und einer Mose-Darstellung auf der Kanzelstütze, stammt aus dem Jahr 1594.
Die zweifachen Emporen aus der Zeit ab 1593 wurden Anfang des 18. Jahrhunderts von den Malern Michael Kortzer (1701–1703) und August Roßmäßler (in den 1770er Jahren) gestaltet. Auf den Emporenfeldern sind Darstellungen biblischer Szenen von Schöpfung bis Offenbarung zu sehen.
Ein Kunstwerk aus jüngerer Zeit ist das Relief aus dem Jahr 2012, das im Eingangsbereich der Kirche an die Opfer von Krieg, Gewalt und Unrecht im 20. Jahrhundert erinnert. Das Relief soll anregen, nicht zu vergessen und für Verständigung und Frieden zu wirken. Erschaffen hat es der Künstler Markus Gläser aus Leipzig.

## Orgel
Die Orgel schuf im Jahr 1841 der Orgelbauer Johann Gottlob Mende. Nach 16 Jahren Stilllegung konnte sie im Jahr 1993 Johannes Lindner restaurieren. In den Jahren 2011/2012 wurden zwei seltene historische Zungenregister (Physharmonika und Oboe) von Hermann Eule Orgelbau Bautzen rekonstruiert und eingebaut. Damit wurde der ursprüngliche Zustand weitgehend wiederhergestellt.
Wenig später musste das Instrument wegen akuten Befalls der Orgelempore von Echtem Hausschwamm ausgebaut werden, zu Ostern 2014 konnte es wieder erklingen.
Die Orgel hat 22 Register auf zwei Manualen und Pedal. Die Disposition lautet:
| I Hauptwerk C–d3 |     |
| Bordun           | 16′ |
| Principal        | 8′  |
| Gedackt          | 8′  |
| Viola di Gamba   | 8′  |
| Quintatön        | 8′  |
| Octave           | 4′  |
| Gemshorn         | 4′  |
| Quinte           | 3′  |
| Octave           | 2′  |
| Mixtur IV        | 2′  |

| II Oberwerk C–d3 |    |        |
| Fluttravers      | 8′ |        |
| Rohrflöte        | 8′ |        |
| Principal        | 4′ |        |
| Spitzflöte       | 4′ |        |
| Octave           | 2′ |        |
| Cornett IV D     | 4′ |        |
| Oboe             | 8′ | (2011) |
| Physharmonika    | 8′ | (2011) |

| Pedal C–d1   |     |
| Subbaß       | 16′ |
| Violonbaß    | 16′ |
| Principalbaß | 8′  |
| Posaune      | 16′ |

- Koppeln: II/I (Schiebekoppel), I/P
- Spielhilfen: Schwelltritt Physharmonika, 2 Ventile, Klingel

## Glockengeläut
Das Geläut im Turm der Kirche besteht aus drei historischen Bronze-Glocken, darunter eine der ältesten in Sachsen. Aufgrund ihres Alters und ihrer kunsthistorischen Bedeutung blieben die Glocken während des Ersten Weltkriegs und während des Zweiten Weltkriegs von der Abgabepflicht im Zusammenhang mit der sogenannten Metallspende des deutschen Volkes – und damit vom Einschmelzen für die Rüstungsproduktion – verschont.
Bis 2005 war die Anlage in einem schlechten Zustand und die Glocken nur von Hand läutbar, die Glocken hingen an gekröpften Stahljochen in einem Stahlstuhl.
2005/2006 wurde die Glockenstube von Grund auf erneuert: Die Glocken bekamen neue Holzjoche und einen neuen Holzglockenstuhl. Angetrieben werden sie seitdem von Linearmotoren. Dank der Läutearme an den neuen Jochen ist zudem das Handläuten per Seil zu besonderen Anlässen auch heute noch möglich.
Angaben zu den Glocken
| Nr | Gießer                                                           | Gussort | Gussjahr | Ton     | Durchmesser (mm) | Gewicht (kg) |
| -- | ---------------------------------------------------------------- | ------- | -------- | ------- | ---------------- | ------------ |
| 1  | Gottfried Stein (1650–1694) / Peter Ernestus Stengel (1652–1704) | Leipzig | 1682     | d′ -8   | 1402             | 1470         |
| 2  | Gottfried Stein (1650–1694) / Peter Ernestus Stengel (1652–1704) | Leipzig | 1689     | f′ -1   | 1157             | 820          |
| 3  | unbekannt                                                        |         | um 1250  | es′′ -3 | 765              | 303          |

## Förderung der Sanierung
Die Stiftung zur Bewahrung kirchlicher Baudenkmäler in Deutschland (Stiftung KiBa) unterstützte die Sanierung dieser Kirche im Jahr 2005 mit 10.000 Euro.

## Kirchgemeinde
Das Gotteshaus gehört seit 1. Januar 2012 zur Evangelisch-Lutherischen Kirchgemeinde Podelwitz-Wiederitzsch.

## Pfarrer seit 1530
- 1530 – Morche, Matthias
- 1552 – Bedel, Jakob
- 1579 – Henkel, Christoph
- 1582 – Hetzel, Johann
- 1583 – Pauli, David
- 1585 – Wilde, Balthasar
- 1611 – Guth, Paul
- 1625 – Blumenröder, Tobias
- 1642 – Frohberger, Friedrich
- 1652 – Finzinger, Christian
- 1653 – Zeithof, Heinrich
- 1699 – Sulzberger, Johann Jakob
- 1741 – Sulzberger, Philipp Jakob
- 1763 – Bartsch, Karl Heinrich
- 1807 – Roth, Johann Erdmann
- 1811 – Blankmeister, Daniel Friedrich
- 1819 – Schönherr, Johann Christian
- 1833 – Oswald, Johann Samuel
- 1836 – Klinghardt, Karl August
- 1837 – Wolf, Karl Gottlob
- 1847 – Lohse, Johann Carl Gottlieb
- 1859 – Rühle, Friedrich August Eduard
- 1870 – Kreisel, Johann August
- 1895 – Weicksel, Friedrich Gustav *Paul
- 1919 – Weichelt, Walther
- 1929 – Schmidt, Werner *Kurt
- 1943 – Kretzschmar, Ernst Louis *Hellmut
- 1958 – Kandler, Hans-Joachim
- 1979 – Wendt, Christfried
- 1988 – Arndt, Timotheus (bis 1996)[5]